# Pfarrkirche Ravelsbach

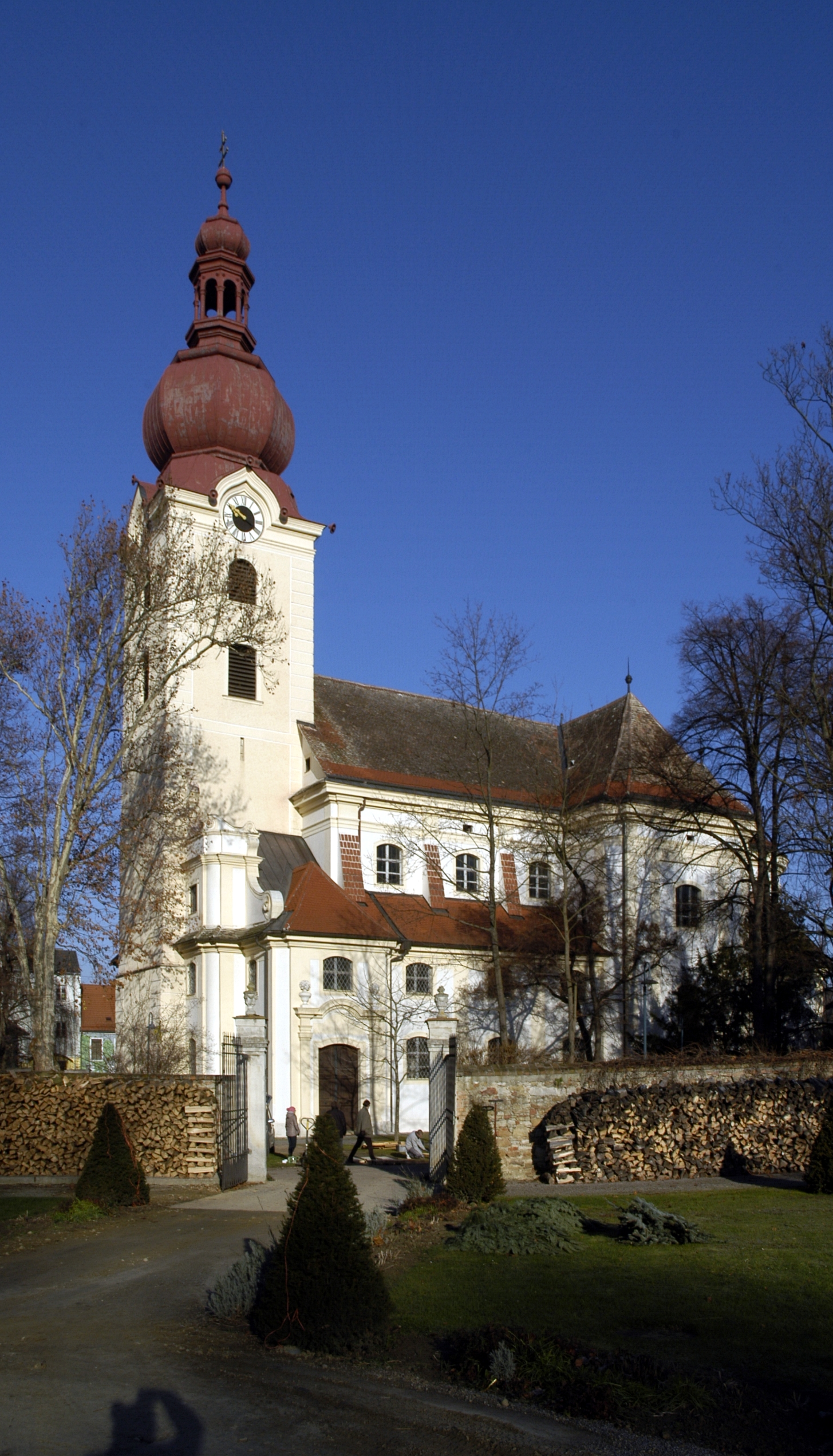
Kath. Pfarrkirche Mariä Himmelfahrt in Ravelsbach

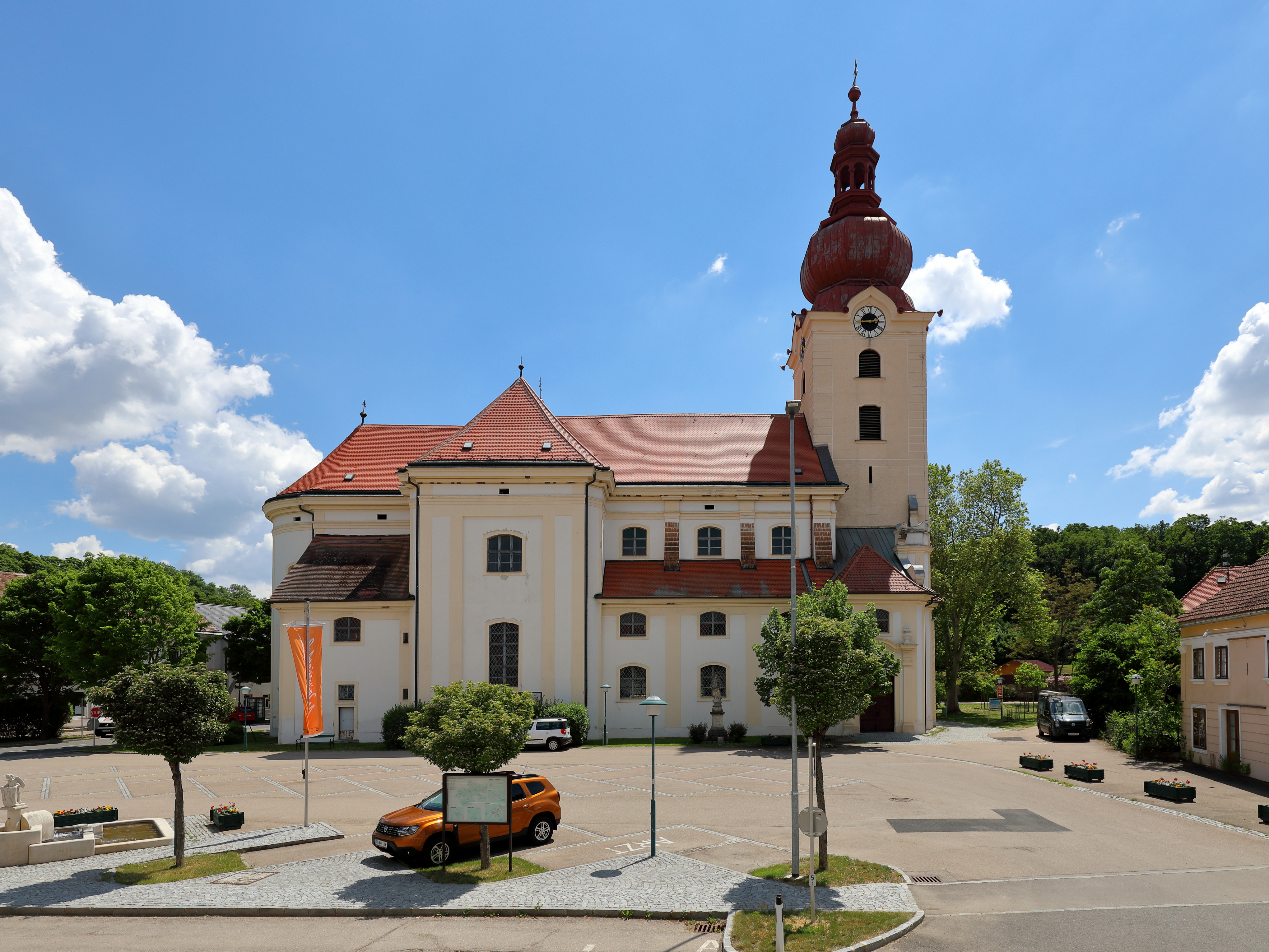
Ansicht der Pfarrkirche vom Hauptplatz

Die römisch-katholische Pfarrkirche Ravelsbach steht frei an der Südseite des Hauptplatzes im Ort Ravelsbach in der Marktgemeinde Ravelsbach im Bezirk Hollabrunn in Niederösterreich. Die Kirche mit dem Patrozinium Mariä Himmelfahrt gehört zum Dekanat Sitzendorf im Vikariat Unter dem Manhartsberg der Erzdiözese Wien. Das Kirchengebäude steht unter Denkmalschutz (Listeneintrag).

## Pfarrgeschichte

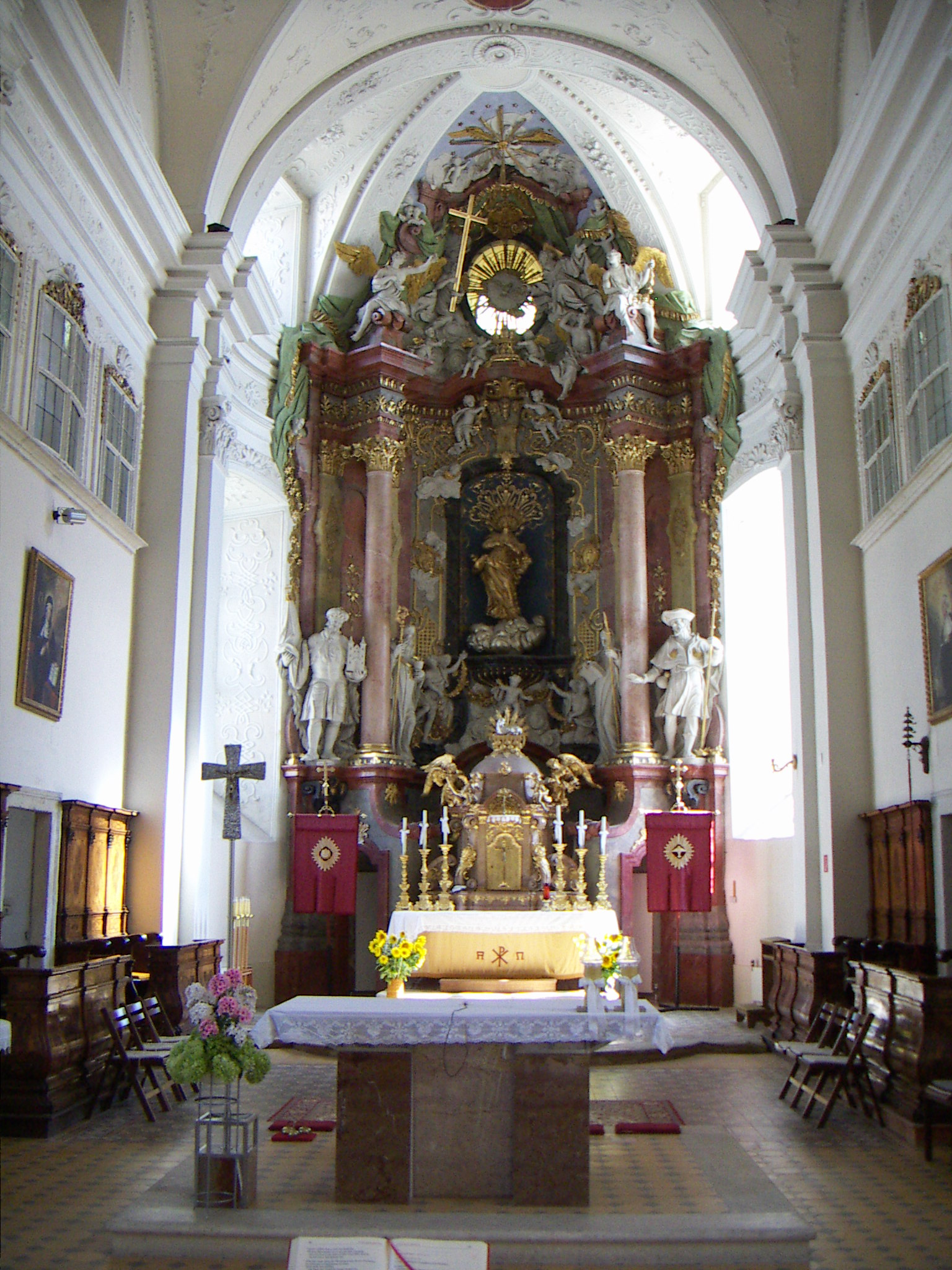
Der Chor mit dem Hochaltar

Die Pfarre Ravelsbach ist Mutterpfarre des westlichen Weinviertels. Um das Jahr 1100 wird über den Bau einer romanischen Kirche durch die Grafen von Burghausen-Schala auf dem Platz der heutigen Pfarrkirche berichtet, deren Aussehen nicht überliefert ist.
Die Pfarre Ramoultispach wurde von Leopold III. im Jahre 1110 gegründet. Am 28. September des gleichen Jahres erfolgte die Weihe der Kirche durch Bischof Ulrich I. von Passau.
Im Jahre 1113 kam die Pfarre im Tausch mit dem Stift Klosterneuburg an die Abtei Melk. Zu dieser Zeit gehörten 32 Ortschaften zur Pfarre Ravelsbach. Chonradus decanus de Ramuolspach ist der erste urkundlich erwähnte Pfarrer (1189) und aus dem Jahre 1282 stammt die erste Erwähnung eines Freithofes um die Kirche von Ramelspach.
Eine Päpstliche Bulle aus dem Jahre 1348 verfügte schließlich die immerwährende Vereinigung der Pfarre mit Melk, wodurch sie dem Stift Melk inkorporiert war.
Die Reformation hatte auch Auswirkungen auf das Pfarrleben, so wird etwa berichtet, dass im Jahre 1619 die Kirche und der Pfarrhof durch rebellische lutherische Stände geplündert wurden.
Zwischen 1626 und 1651 war mit Johann Thoma der letzte Weltpriester in der Pfarre Ravelsbach tätig. Er hat im letzten Jahr seiner Tätigkeit damit begonnen, Eintragungen in die ältesten noch vorhandenen Tauf-, Trauungs- und Sterberegister zu machen. Von da an werden die Pfarrer in ununterbrochener Reihe bis heute aus dem Mitgliederstand des Stiftes Melk rekrutiert. Erster Pater aus Melk war von 1651 bis 1655 Balthasar Schlegl (Schlögl), von 1986 bis 2018 übte Pater Christian Blauensteiner dieses Amt aus und am 1. September 2018 folgte ihm Pater Edmund Tanzer OCist nach.
Von 1657 bis 1963 waren die Pfarrherren von Ravelsbach auch Verwalter des Gutes, dessen Verwaltung seit 1. Jänner 1964 dem Verwalter des Stiftsgutes Wullersdorf obliegt.
In den Jahren 1660 bis 1667 wurde vermutlich anstelle des ursprünglichen Pfarrhofes das heutige Gebäude errichtet.
Zur Finanzierung der Franzosenkriege musste im Jahre 1792 das Silber aus der Kirche abgeliefert werden, im Jahre 1917 waren es die beiden großen Glocken, die zur Herstellung von Kriegsmaterial für den Ersten Weltkrieg abgeliefert werden mussten. An ihre Stelle traten 1925 drei neue Glocken, die durch eine Sammlung angeschafft werden konnten. Bereits im Jahre 1942 wurden die Glocken mit Ausnahme der kleinsten als Metallspende des deutschen Volkes beschlagnahmt und zur Erzeugung von Kriegsmaterial für den Zweiten Weltkrieg eingeschmolzen.
Im Jahre 1971 erfolgte eine Visitation und Firmung durch den damaligen Erzbischof von Wien, Franz Kardinal König.
1987 begannen Planungsarbeiten für die Umgestaltung des Pfarrhofes zu einem Pfarrzentrum, welche zwischen 1988 und 1993 umgesetzt wurden.

## Baugeschichte

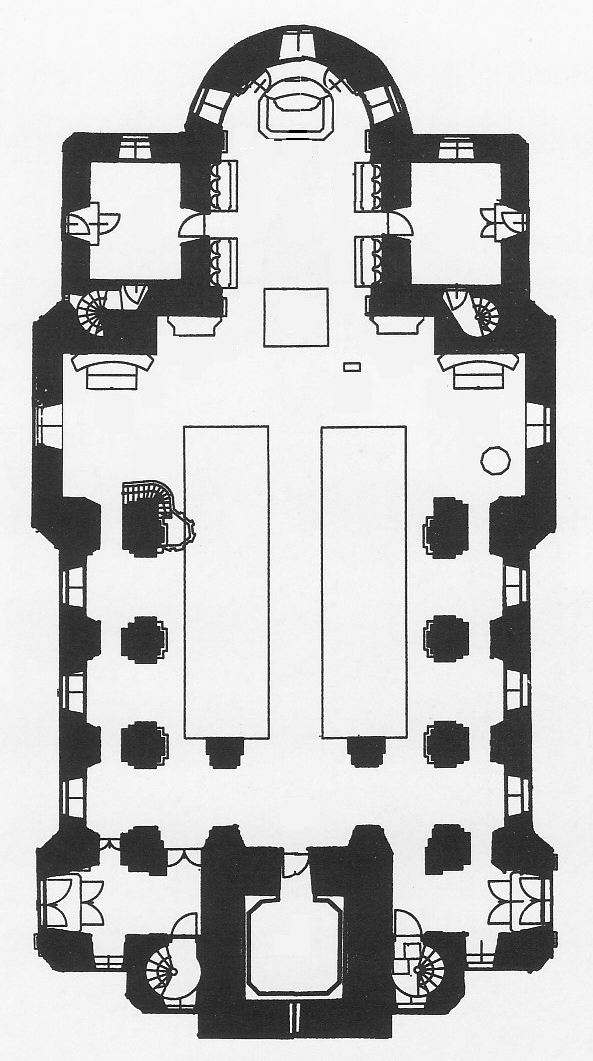
Grundriss der Kirche

Der Bauzustand der aus der Zeit um 1100 stammenden Kirche war so desolat geworden, dass sich der Abt des Stiftes Melk Berthold Dietmayr, dazu entschloss, den Bau einer neuen Kirche in Ravelsbach zu veranlassen. Sie wurde in den Jahren 1721 bis 1726 nach den Plänen und unter der Leitung von Jakob Prandtauer nach dem Vorbild der Melker Stiftskirche durch den Maurermeister Leopold Stieböck errichtet, wobei der 50 Meter hohe Turm, der noch von der alten Kirche stammt, beherrschend in die Fassade integriert wurde.
Die Kirche ist 40 Meter Lang und im Querschiff 21 Meter breit. Die Höhe des Langhauses beträgt 19 Meter, jene des Chores 16 Meter. Da sich das Bauwerk in einem ehemaligen Sumpfgebiet befindet, steht es auf 12.000 Piloten aus Weißtannenholz von 3 bis 6 Meter Länge in einer Tiefe von 4,8 Metern mit einigen Lagen Steinplatten darüber. Die Dicke der Hauptmauern beträgt 1,1 Meter. Verbaut wurden 964.150 verschiedene Ziegel, die Herstellungskosten sind mit 27.904 Gulden überliefert.
Im Zuge des Kirchenneubaus wurde der ursprünglich um die Kirche gelegene Friedhof an den Südrand des Ortes verlegt. Zahlreiche spätbarocke Grabsteine des ursprünglichen Friedhofes wurden in die Friedhofsmauer des neuen Friedhofes eingelassen. Die barocke Friedhofskapelle wurde in den Jahren 1725/1726 errichtet.
Im Jahre 1786 ereignete sich in Ravelsbach ein Großbrand, dem auch der Turm der Kirche mit seinen sechs Glocken zum Opfer fiel. Der Turm erhielt im Jahr darauf nur eine niedrige, pyramidenartige Abdeckung und aus dem geschmolzenen Erz der alten Glocken wurden drei neue gegossen. Die alte Friedhofsmauer wurde im Jahre 1790 im Zuge einer Kirchenrenovierung abgebrochen, das Geläut im Jahre 1797 durch eine Spende auf insgesamt fünf Glocken erweitert.
1903 wurde die Kirche renoviert und der Turm bekam wieder das ursprüngliche Zwiebeldach. Seither besitzt die Kirche ihr heutiges Aussehen als einheitlich barocke basilikale Emporenkirche mit einem teils gotischen Westturm. Im folgenden Jahr wurde der Park hinter der Kirche angelegt und im Jahre 1935 wurde die Kirche mit einer elektrischen Beleuchtung ausgestattet. Im Jahre 1942 wurde die von Gottfried Sonnholz erbaute Orgel mit einem elektrischen Gebläse versehen.
Im Jahre 1949 erfolgte die Anschaffung und die Weihe von vier neuen Glocken, die im Jahre 1957 mit einem elektrischen Läutwerk ausgestattet wurden.

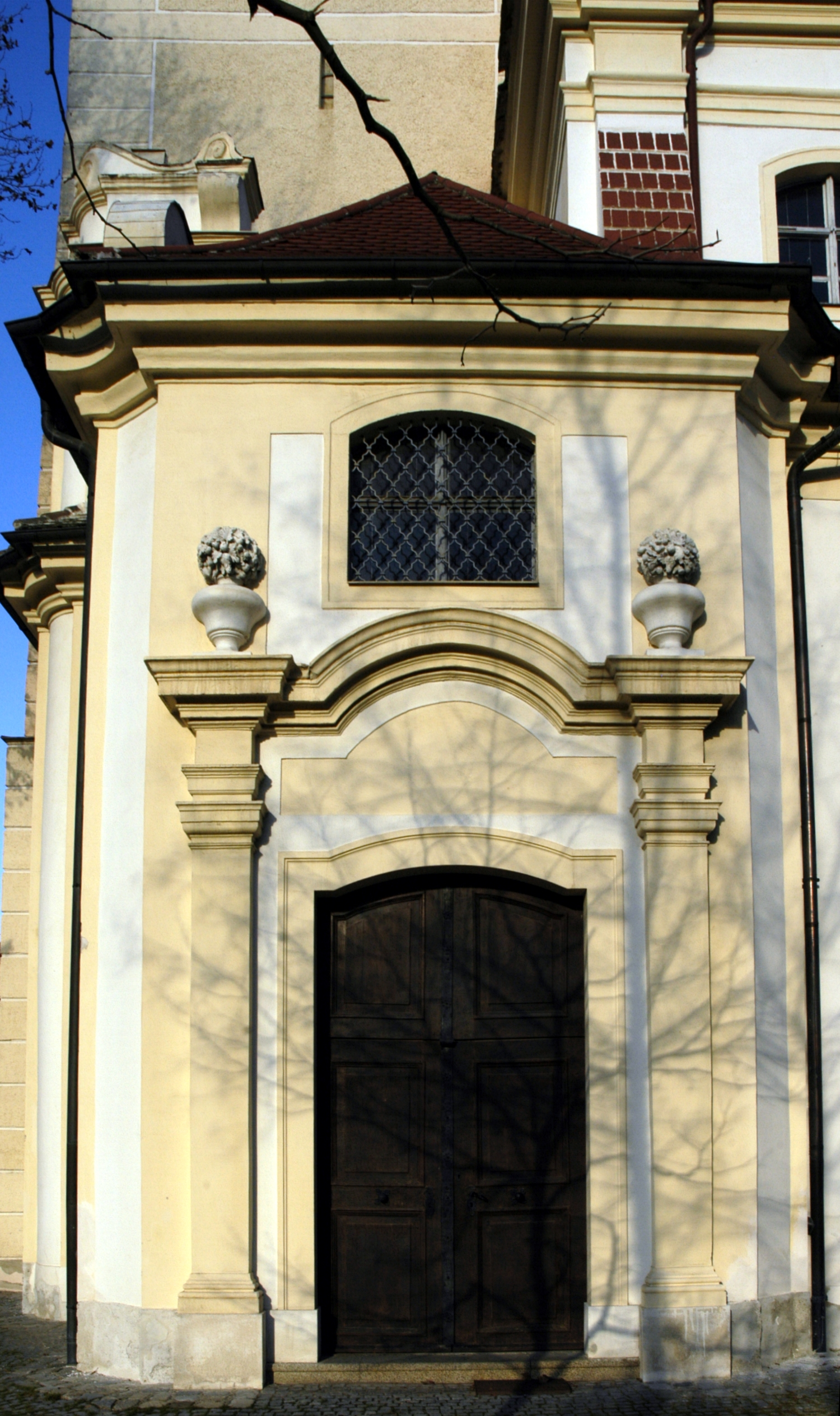
Portal zur südlichen Vorhalle an der Turmbasis

Nachdem die Kirche während ihres Bestehens mehrfach – nämlich in den Jahren 1790, 1843 bis 1848, 1897. 1903, 1947, 1992 und 1971/72 – renoviert und restauriert wurde, begannen im Jahre 1988 Planungsarbeiten für die bisher letzte generelle Kirchenrenovierung. Diese war notwendig geworden, weil durch falsche Methoden und durch Verwendung falscher Materialien bei den vorhergegangenen Renovierungen die aufsteigende Feuchtigkeit den Baubestand zu gefährden drohte. Der St. Pöltner Baumeister Johann Kräftner regte an, die Arbeiten nach einem im Stift Melk erfolgreich erprobtem System auszuführen, womit im Jahre 1990 begonnen wurde.
Bei den beginnenden Aufgrabungen stieß man auf die Fundamente der romanischen und gotischen Kirchenanlagen und legte ein Grab und zwei gut erhaltene Grabplatten frei. Eine Klimaanlage sorgt für automatische Belüftung, niedrige Feuchtigkeit und konstante Temperatur. Das gesamte Kirchenschiff erhielt Bodenplatten aus Solnhofener Plattenkalk, nur im Chorbereich ist die Pflasterung aus der Zeit um 1900 erhalten.
Im Jahre 1991 erfolgte eine Renovierung des Turmes und der Außenfassade sowie die Neueinrichtung der Sakristei. Der links des Chores gelegene Raum wurde zu einer Kapelle (Josefskapelle) umgestaltet, die als Wochentagskapelle genutzt wird und deren Einweihung im Jahre 1992 durch den Prior des Stiftes Melk, Pater Bruno Brandstetter, vorgenommen wurde. Im gleichen Jahr erfolgte auch die gesamte Außenrenovierung des Gebäudes, die Neuvergoldung des Turmkreuzes, die Sanierung des Daches sowie die Erneuerung der Zifferblätter und der Uhrenanlage. Seither werden Läut- und Uhrwerk elektronisch gesteuert.
1993 erhielt die Kirche einen neuen Volksaltar und einen neuen Ambo und die Renovierungs- und Restaurierungsarbeiten wurden mit der Sanierung der Orgel, der Restaurierung der Marienstatue vor der Kirche und Kleinarbeiten im Inneren abgeschlossen.
Das Zügenglöckchen (Totenglöckchen), die noch aus dem Jahre 1798 stammende kleinste Glocke, wurde im Jahre 2000 elektrifiziert und wird seither wieder zum Ausläuten eines Todesfalles geläutet.

## Baubeschreibung

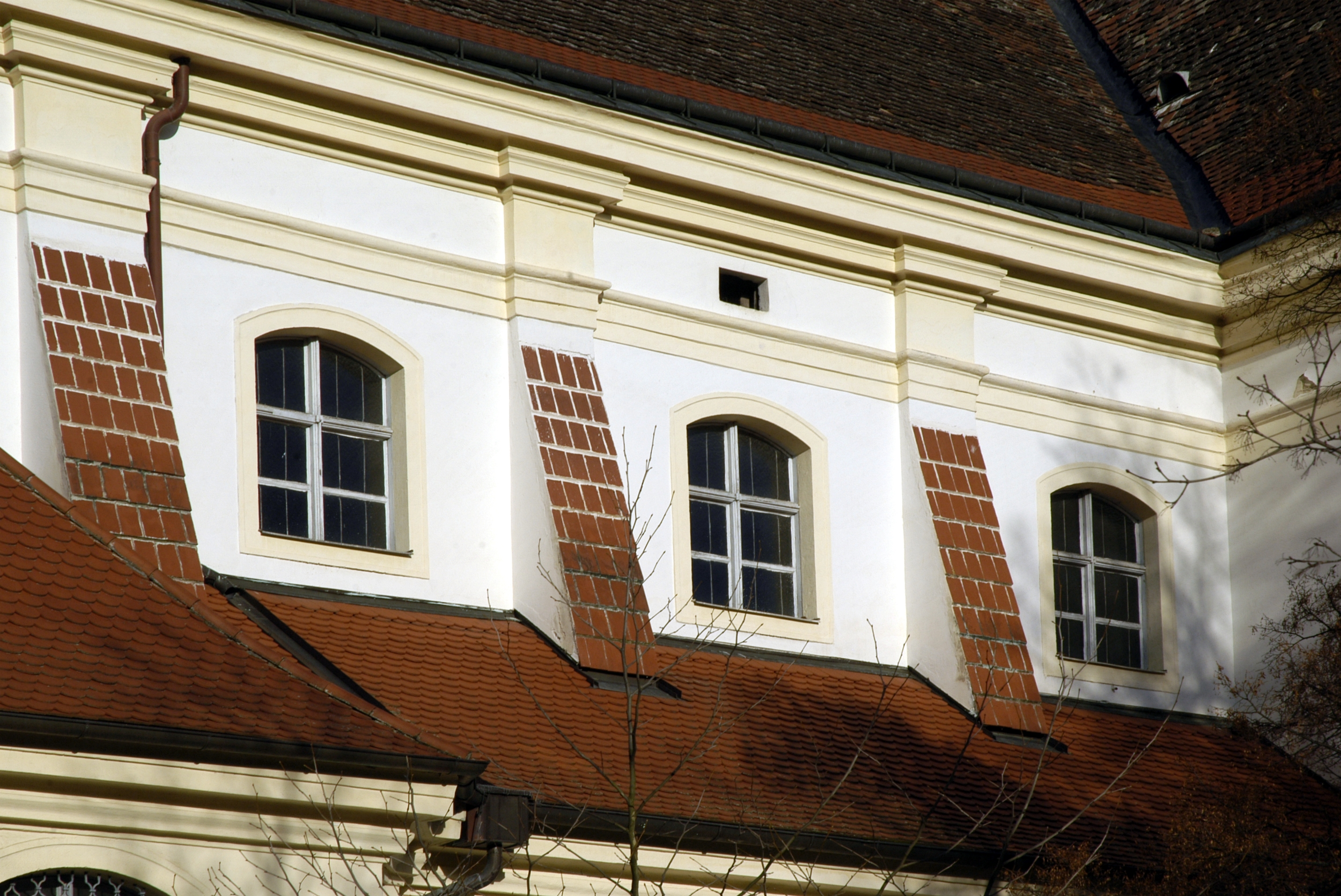
Detail der Südfassade mit Strebepfeilerstützen am Obergaden

Das Gebäude ist eine einheitliche, barocke, basilikale Emporenkirche mit Querarmen und einem im Kern gotischen Westturm.

### Außen
Der mächtige 50 Meter hohe Westturm stellt im Kern den ältesten Teil der Kirche dar. Die Turmfassade ist durch niedrigere zurückgestaffelte mit abgeschrägten und abgerundeten Ecken versehene Seitenflügel nach Tiefe und Höhe stark gestuft. Der Turm mit Gesims- und Ortsteingliederung hat im gotischen Kern Schlitzfenster, im barocken Aufsatz schulterbogige und im darüber liegenden Schallgeschoß rundbogige Fenster. Über den Uhrengiebeln erhebt sich der aus dem Jahre 1903 stammende Zwiebelhelm mit Laterne, Turmkugel und vergoldetem bekrönendem Patriarchenkreuz.
Die untergeordneten Seitenachsen des Turmes haben seitliche flachbogige Pilasterportale mit Segmentgiebelbekrönungen und Vasenaufsätze. Diese Seitenachsen über abschließenden, äußeren Volutenanläufen und inneren Attikageschoßen sowie die Giebelanläufe des Langhauses sind mit dem Turm zu einer räumlichen Fassadenwirkung verbunden.
Das basilikale Langhaus mit Strebepfeilerstützen ist am Obergaden durch Querarme in Höhe des Mittelschiffes vom Chor getrennt. Der halbkreisförmige geschlossene Chor ist gleich hoch wie das Langhaus. Die gestaffelte Struktur der Fassade wird durch zweigeschoßige Sakristei- und Oratoriumsanbauten zu beiden Seiten des Chores fortgesetzt.

### Innen

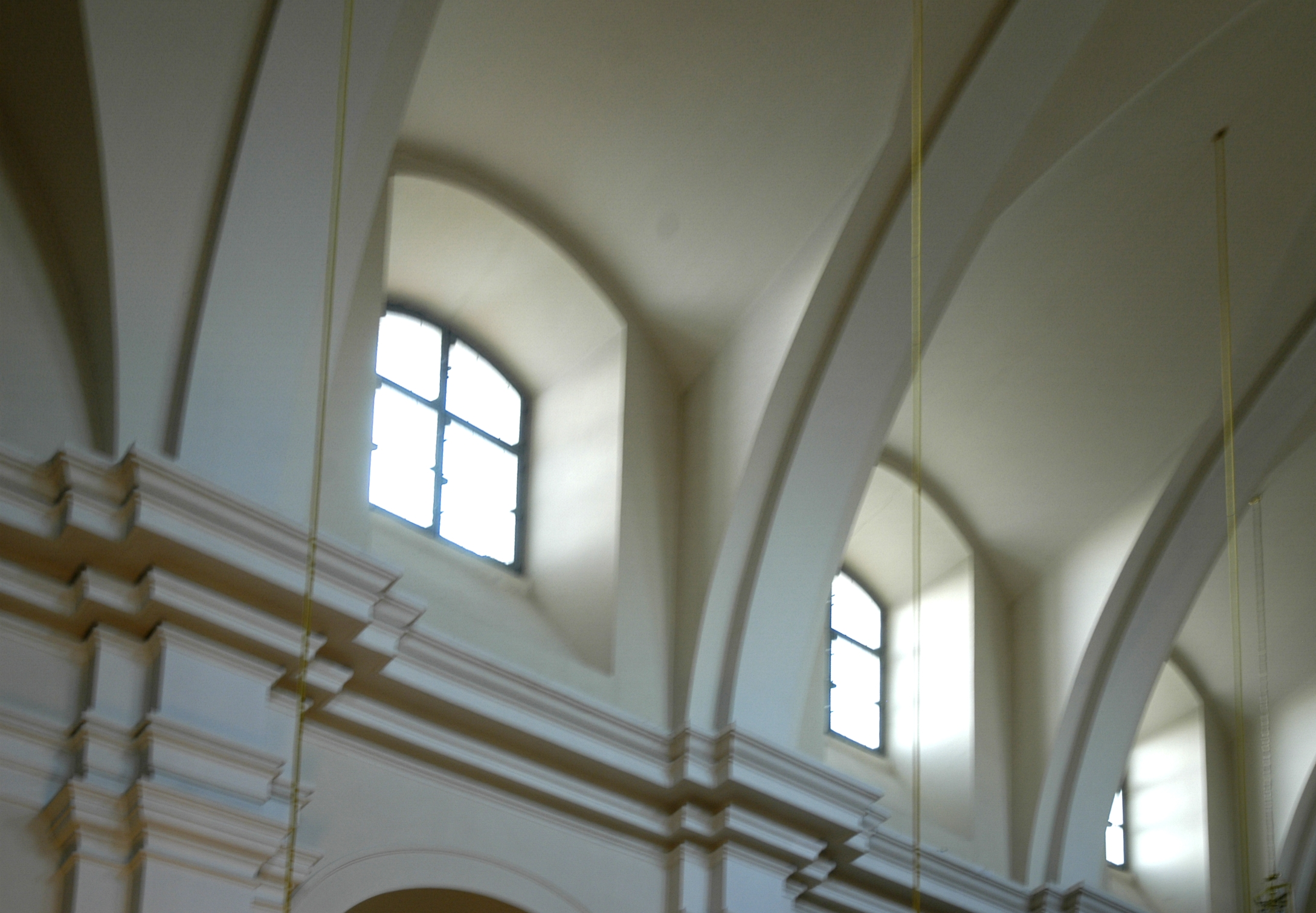
Einblick in das Gewölbe des Hauptschiffes

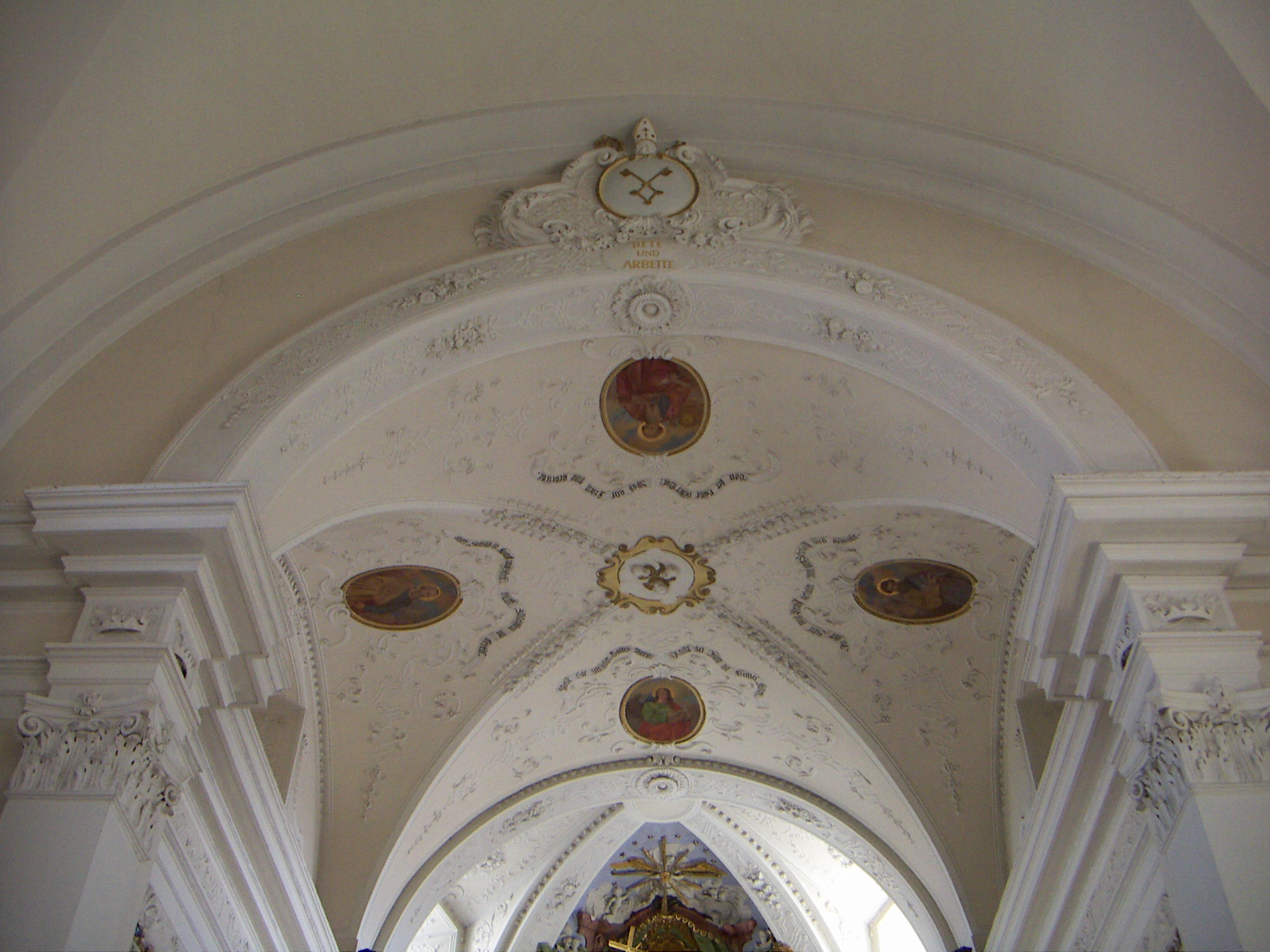
Wappenkartusche mit Wappen des Stiftes Melk im Bogenscheitel des Triumphbogens sowie Bildmedaillons in der Chorwölbung

Die Kirche besteht aus einem weiträumigen Hauptschiff, schmalen Seitenschiffen und einem breiten Querschiff. Das tonnengewölbte Hauptschiff wird im westlichen Teil durch Gurtbögen in drei Joche geteilt. Jedes Joch hat auf beiden Seiten je ein Segmentbogenfenster im Obergaden. Östlich schließt ein weiteres, deutlich tiefer gebildetes Joch an, das sich zu den fast gleich hohen tonnengewölbten Querarmen öffnet. Über den Seitenschiffen, die ihr Licht über je sechs Segmentbogenfenster erhalten, befinden sich Seitenemporen mit Quertonnengewölben und Balustraden. Seitenfenster sorgen für die Belichtung des Querschiffes.
Die Orgelempore im westlichen Joch stellt eine brückenartige Verbindung zwischen den Seitenemporen auf drei segmentbogigen Pfeilerarkaden her, die durch eine Mitteltonne und seitliche Kreuzgratgewölbe auf Pfeilervorlagen unterwölbt ist. Die Balustrade im Mittelteil mit integriertem Rückpositiv der Orgel ist erhöht und vorschwingend.
Unter der Orgelempore ist der Eingang zu einer in der Turmbasis befindlichen Beichtkapelle. In den Seitenachsen des Turmes befinden sich die kreuzgrat- und tonnengewölbten Vorräume mit Wendeltreppen zu den Emporen.
Das kreuzgratgewölbte Chorquadrat wird von einem eingezogenen Triumphbogen mit Kompositkapitell und Bandlwerkstuck aus der Bauzeit zum Hauptschiff hin geöffnet. Im Triumpbogenscheitel befindet sich eine Wappenstuckkartusche mit dem Wappen von Stift Melk, darunter die Inschrift BETE UND ARBEITE. In der Chorwölbung sind Bildmedaillons der vier Evangelisten mit ihren Symbolen aus der Zeit um 1950 mit Spruchbändern. Im Schnittpunkt der verzierten Bogenrippen ist ein weiteres Medaillon mit drei Engelsköpfen.
In der Mitte des Chorquadrates befinden sich an den Seitenwänden die Zugänge zur nordseitigen Josefskapelle und zur südlich gelegenen Sakristei. Von diesen Räumen führen Wendeltreppen zu darüber liegenden Oratorien mit dreiachsigen Oratorienfenstern, die mit geschnitzten Brüstungen versehen sind. Die halbrunde Apsis besitzt eine Stichkappenwölbung.

## Ausstattung

### Altäre
Außer dem Hochaltar verfügt die Kirche noch über vier Seitenaltäre. Die beiden kleinen Seitenaltäre am Triumphbogen aus den Jahren 1726 bis 1728 und die beiden großen in den Querarmen aus den Jahren 1751 bis 1756 sind prospekthaft gestaffelt, die Retabel sind mit vergoldetem Bandlwerk versehen.

#### Hochaltar
Der barocke Hochaltar stellt Mariä Aufnahme in den Himmel dar und wurde im Jahr 1783 vom Abt des Stiftes Melk konsekriert. Im Altarstein sind die Reliquien mehrerer Märtyrer eingeschlossen. Eine ungewöhnliche Darstellung der Dreifaltigkeit ist am oberen Rand des Altares: Neben Gott Vater und dem Heiligen Geist befindet sich an Stelle des Gottessohnes ein Engel mit einem großen Kreuz in den Händen. Darunter ist eine barocke Muttergottesfigur. Der Altar ist mit zahlreichen Putten und Engelsfiguren versehen.
An beiden Seiten des Altares stehen je zwei Statuen. Links außen der heilige Leopold mit Kirchenmodell und Fahne als Markgraf von Österreich dargestellt, daneben der heilige Benedikt mit Giftbecher. An der rechten Seite des Altars folgt zunächst die Statue der heiligen Scholastika, der Schwester des heiligen Benedikt und außen die Statue des heiligen Koloman mit Pilgerstab und Pilgerflasche.

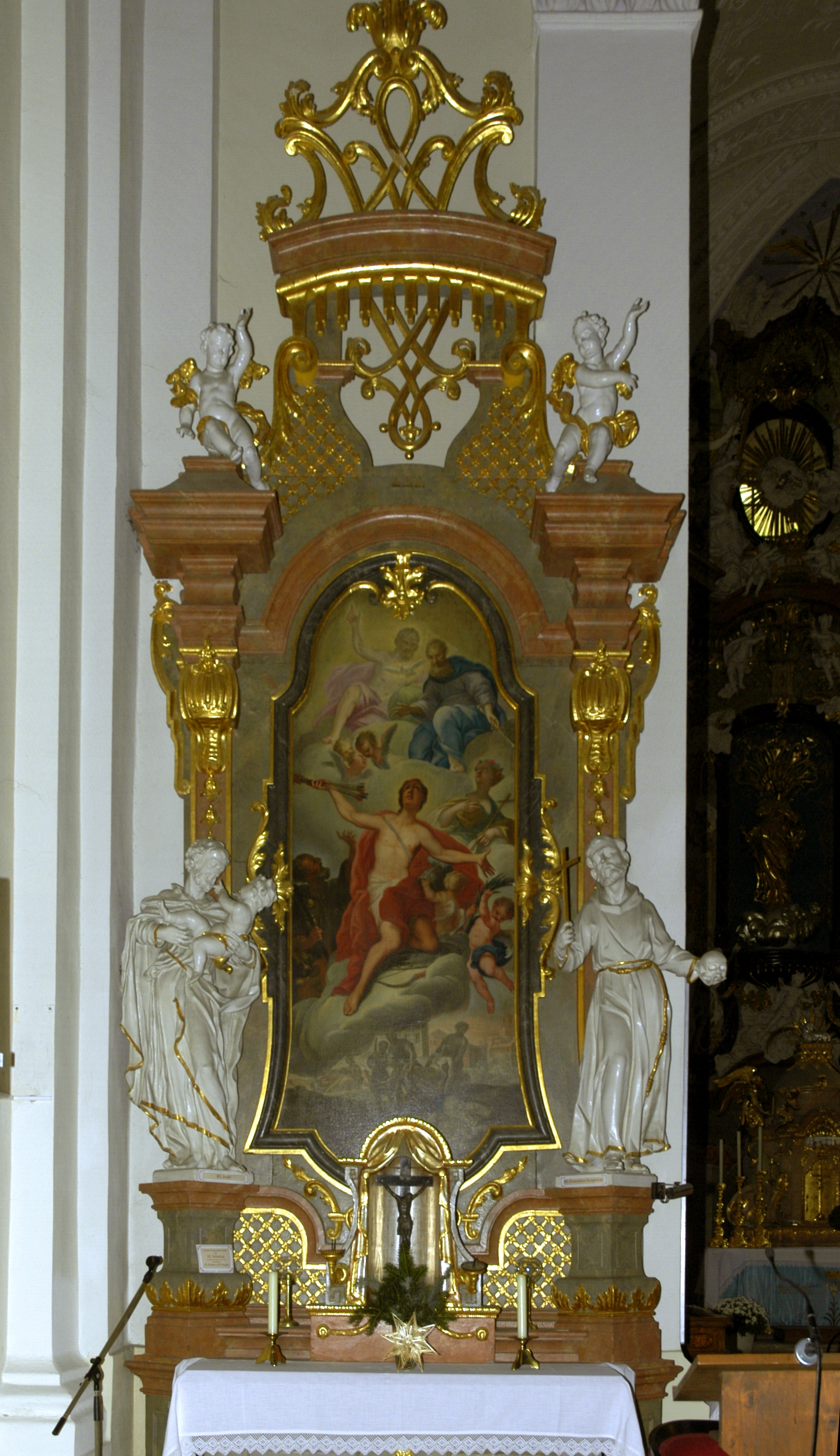
Der linke kleine Seitenaltar

#### Kleine Seitenaltäre
Die Statuen an den Altären stammen von Leopold Fischer aus Wien, die Altarblätter von Mathias Mölk.
Im Altarbild des linken Altares (Sebastiansaltar) stellt der heilige Sebastian mit der Dreifaltigkeit die Hauptfigur dar. Als Assistenzfiguren sind der heilige Rochus und die heilige Rosalia dargestellt. Der Altar wird von Statuen des heiligen Josef mit dem Jesuskind (links) und des heiligen Franz von Assisi (rechts) flankiert.
Unter einer Gruppe von Engeln ist im Altarbild des rechten Altares (Katharinen- oder Florianaltar) die heilige Katharina mit mehreren Assistenzfiguren dargestellt. Flankiert wird der Altar durch Statuen des heiligen Florian mit goldenem Halm, Fahne und Eimer (links) und des heiligen Bonaventura, der in beiden Händen eine Monstranz hält.

#### Große Seitenaltäre
Trogerschüler Josef Grebm(n)er schuf die Altarblätter, die vier Statuen sind von einem unbekannten Bildhauer aus Eggenburg.
Im Altarbild des linken Altares (Herz-Jesu- beziehungsweise Johannesaltar) ist inmitten mehrerer Assistenzfiguren der heilige Johannes Nepomuk auf den Wellen der Moldau schwebend dargestellt, in welcher er am 20. März 1393 ertränkt wurde und den Märtyrertod starb. Die Statuen von Johannes dem Täufer mit dem Kreuzstab (links) und Johannes dem Evangelisten mit dem goldenen Evangeliar in der Hand (rechts) flankieren den Altar.
Im Altarbild des rechten Altares (Bauern-, Marien- oder Kreuzaltar) sind neben Papst Urban I. die Heiligen Wendelin, Leonhard, Notburga sowie Aelius Donatus dargestellt. Der Altar wird von Statuen der Heiligen Johannes und Paulus flankiert. Links ist Johannes mit einem goldenen Lorbeerblatt und rechts Paulus mit goldenem Schwert dargestellt.

### Orgel

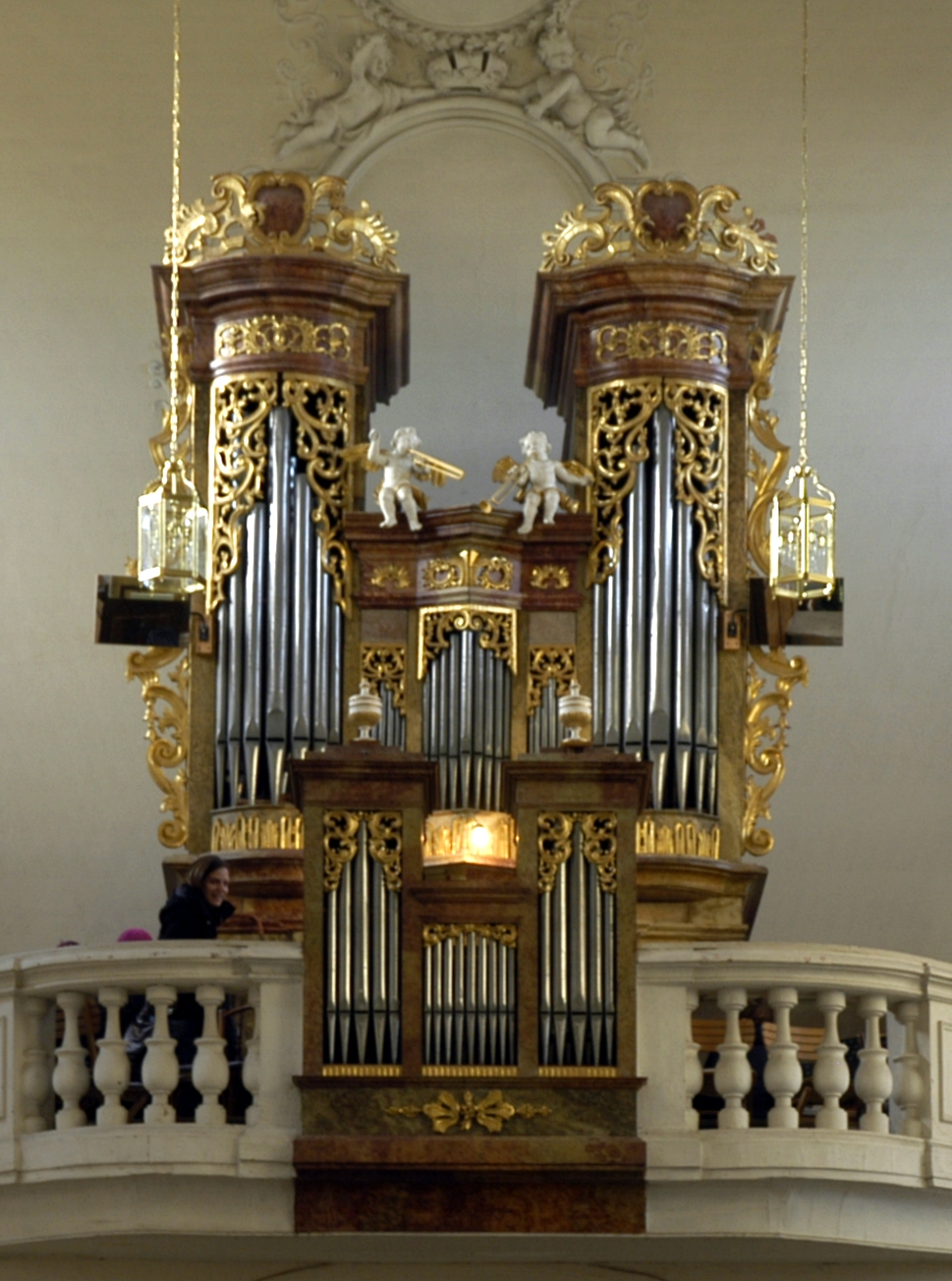
Orgel von Sonnholz mit Brüstungspositiv von Ullmann

Die Orgel wurde im Jahre 1740 von Gottfried Sonnholz(er) gebaut und im Jahr 1848 um ein Brüstungspositiv von Franz Ullmann erweitert. Gregor Hradetzky (Krems) überholte das Instrument im Jahr 1981. Es verfügt über zwölf Register, die auf zwei Manuale für das Hauptwerk und Brüstungswerk sowie das Pedal verteilt sind. Von Sonnholz ist der prächtige fünfachsige Prospekt im Stil des Hochbarock erhalten, der mit vergoldetem Schleierwerk, profilierten Gesimsen und bekrönenden Figuren verziert ist. Der kleine Mittelturm wird von zwei mächtigen Pfeifentürmen flankiert und durch schmale Flachfelder mit diesen verbunden. Demgegenüber ist das später ergänzte dreiachsige, flächige Rückpositiv schlichter gestaltet. Die Orgel weist folgende Disposition auf:
| I Manual C– |    |
| Prinzipal   | 8′ |
| Waldflöte   | 8′ |
| Octav       | 4′ |
| Quint       | 3′ |
| Super Octav | 2′ |
| Mixtur IV   |    |

| II Positiv C– |    |
| Copula        | 8′ |
| Prinzipal     | 4′ |
| Flöten        | 4′ |
| Octav         | 2′ |

| Pedal C–   |     |
| Supbass    | 16′ |
| Violonbass | 8′  |

### Glocken
Die Kirche verfügt über fünf Glocken:
Die kleinste Glocke hat die Firma Fielgrader & Hofbauer Comp. im Jahre 1787 gegossen und wird als Zügenglocke verwendet. Die übrigen vier Glocken wurden im Jahre 1949 von der Glockengießerei Pfundner angeschafft.
| Nr. | Name                        | Nominal | Gewicht (kg) | Durchmesser (cm) | Gussjahr | Gießer                      |
| 1   | Heldenglocke, Zwölferglocke | es      | 1286         |                  | 1949     | Pfundner                    |
| 2   | Elferglocke                 | g       | 609          |                  | 1949     | Pfundner                    |
| 3   | Wandlungsglocke             | b       | 361          |                  | 1949     | Pfundner                    |
| 4   | Glocke der Jugend           | c       | 246          |                  | 1949     | Pfundner                    |
| 5   | Zügenglocke                 |         |              |                  | 1787     | Fielgrader & Hofbauer Comp. |

Der Glockenstuhl stammt aus dem 18. Jahrhundert und hat vier Felder. Die vier großen Glocken hängen an den ursprünglichen Stahljochen und haben Flachballenklöppel.

### Sonstige Ausstattung

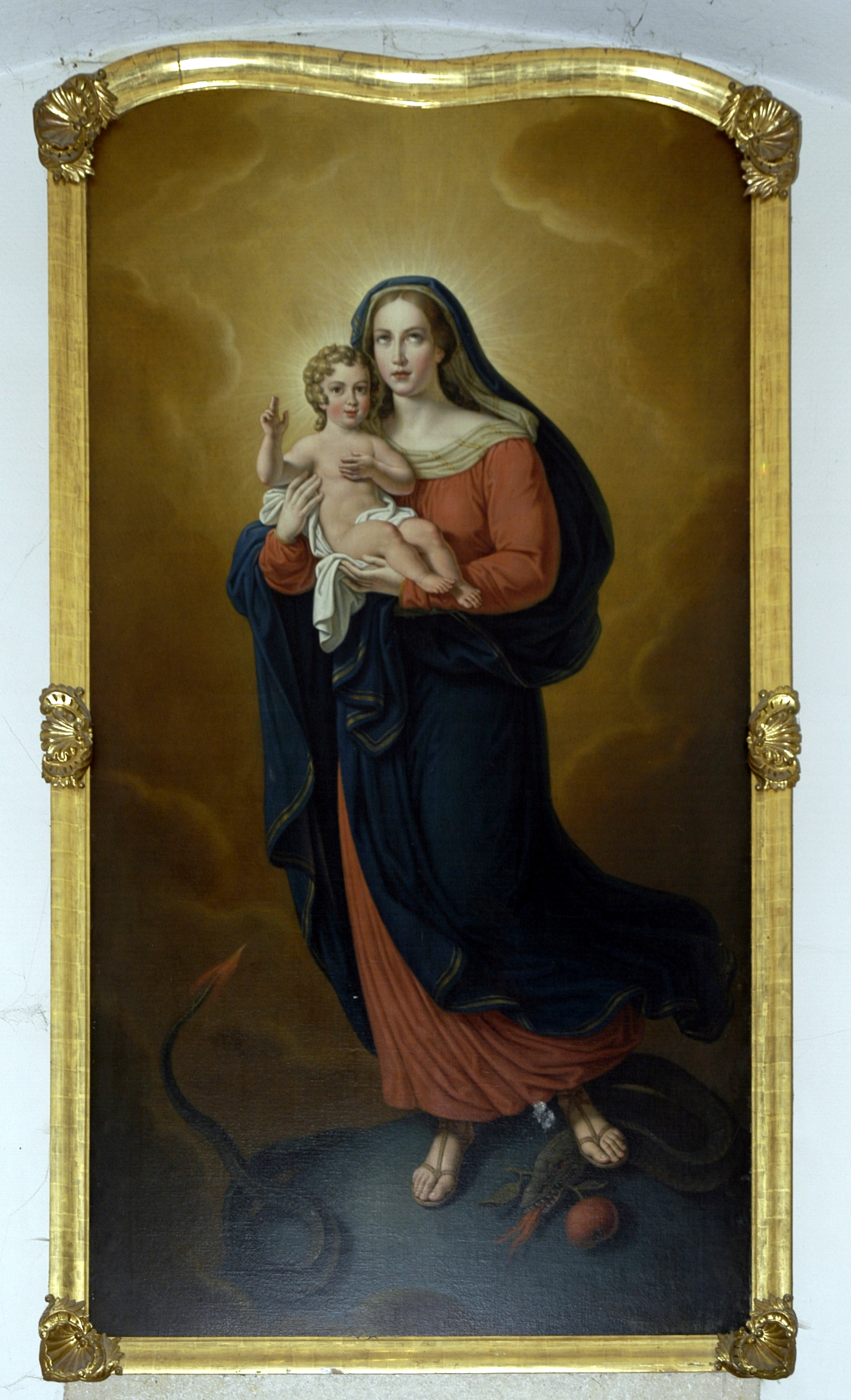
Das ehemalige Hochaltarbild von Johann Nepomuk Höfel (1840)

Im Chor befinden sich zwei Ölbilder eines unbekannten Malers aus dem 18. Jahrhundert. Über dem Eingang zur Josefskapelle das Bild der heiligen Gertrud und oberhalb des Einganges zur Sakristei jenes der heiligen Walburga.
Das intarsierte Chorgestühl und das Kirchengestühl wurden um 1725 von Matthias Niedermayr geschaffen. Aus der Zeit um 1730 stammen die beiden Beichtstühle. Aus der mittelalterlichen Ausstattung des Vorgängerbaues ist ein spätgotischer zehneckiger Taufstein aus rotgeflecktem Marmor erhalten, der um das Jahr 1500 geschaffen wurde. Er hat einen Aufsatz Taufe Christi aus dem zweiten Viertel des 18. Jahrhunderts.
Auch die Kanzel aus dem Ende des 17. Jahrhunderts wurde aus dem Vorgängerbau übernommen. Sie trägt auf dem polygonalen Spiralsäulchenkorb Statuetten des heiligen Paulus und der vier Evangelisten mit ihren Evangelistensymbolen und auf dem Schalldeckel mit Volutenbaldachin eine zentrale Christusstatue umringt von den vier Kirchenvätern Gregorius, Augustinus, Hieronymus und Ambrosius sowie einer fünften Figur, vermutlich ein Benediktiner.
Aus dem Jahre 1840 stammt das ehemalige Hochaltarbild Maria mit dem Kind von Johann Nepomuk Höfel, das sich jetzt über dem Eingang zur Beichtkapelle unter der Westempore an der Turmbasis befindet. Um diese Zeit sind auch die Kreuzwegbilder entstanden.